# Chirosia miyazakii
Chirosia miyazakii este o specie de muște din genul Chirosia, familia Anthomyiidae. A fost descrisă pentru prima dată de Masayoshi Suwa în anul 1974. Conform Catalogue of Life specia Chirosia miyazakii nu are subspecii cunoscute.